# Magnus Wåhlin
Magnus Wåhlin, född 20 juli 1701 i Västra Eneby församling, Östergötlands län, död 19 april 1751 i Östra Ny församling, Östergötlands län, var en svensk präst.

## Biografi
Magnus Wåhlin föddes 1701 i Västra Eneby församling. Han var son till kyrkoherden Andreas Wåhlin och Ingeborg Bellnerus i Östra Stenby församling. Wåhlin blev höstterminen 1702 student vid Uppsala universitet och prästvigdes 28 januari 1724 till pastorsadjunkt i Locknevi församling. Han blev i december 1727 komminister i Östra Husby församling, tillträde 1728 och kyrkoherde i Gryts församling 1746. Han avled 1751 på kyrkoherdebostället i Östra Ny församling.
Wåhlin var predikant vid prästmötet 1745.

### Familj
Wåhlin gifte sig 26 februari 1723 med Annika Arenander (1702–1758). Hon var dotter till kyrkoherden i Locknevi församling. De fick tillsammans barnen Ingeborg Wåhlin (1723–1723), Stina Wåhlin (1724–1725), Maria Catharina Wåhlin (född 1726), Carl Magnus Wåhlin (1728–1734), Anna Lisa Wåhlin (1730–1742), provinsialläkaren Anders Magnus Wåhlin (1731–1797) i Jönköping, Laurentius Wåhlin (1734–1737), Claes Göran Wåhlin (1737–1738), Hedvig Wåhlin (1740–1742), Lars Wåhlin (född 1742), gymnasisten Jonas Wåhlin (1745–1762) och Charlotta Wåhlin (1747–1748).